# 李祖莱
李祖莱（1910年—1986年），民国时期上海银行家、收藏家。与张大千为至交，后成为张大千经纪人，受张影响成为收藏大家。

## 生平
1910年生于上海，祖籍浙江宁波府镇海县，世家小港李家之后，第四代“祖”字辈。祖父李薇庄早逝，家道中落，当时李仅7岁。早年因踢足球受腿伤而跛足。毕业于上海光华大学，曾在復旦大學商科就讀。入上海九大资本家族钱庄之首的小舅方季揚桕墅方家“安裕”钱庄任职。后经吴鼎昌（时任中国盐业银行总经理）的招揽，入中国盐业银行，历任高级职员，经理助理、襄理兼营业部主任。汪精卫政府时期，任中国银行经理。1945年，因“汉奸罪”被捕入狱，在上海提篮桥监狱服刑，与朱博泉同室。1948年出狱，与妻李德英旋移居香港。在香港从事电影业、娱乐业，加盟李祖永香港“永华”电影公司，与李隽青共事。在香港与孟小冬等交往甚密，与张大千为至交，在香港经纪张大千艺术作品，张大千在港事务均委托李氏夫妇办理。20世纪70年代移居台湾，成为张大千专职经纪人，也成为张画作的最大收藏家。瑞士外贸公司在台湾设分公司，李成为瑞士企业驻台经理。1986年回香港时在中环太古廣場电梯摔下逝世，另说突然中风逝世，享年76岁。独子李名邺，香港商人，娶蔡声白之女。

## 收藏
李是张大千画作的大收藏家，书画上受姊李秋君影响。其藏品历年多次出现在世界顶级拍卖行。佳士得于1996年、2000年曾两次举办“李祖莱、李德英收藏”专场拍卖，是书画收藏界盛事，其著名藏品包括：
- 张大千仿敦煌壁画风格画法所作《仕女图》，原为李在香港家中中堂，孟小冬曾在前留影纪念，于香港苏富比2014年中国书画秋季拍卖会上以6620万港元天价成交[8]。
- 《孟小冬于香港李祖莱家留影》照片，北京银座拍卖2014年“冬皇故物”专场，估价1—2万元，终以12.65万元人民币成交[9][10]。
- 张大千《红叶白鸠》，1933年作，1943年再题赠李[11]。
- 张大千《致李祖莱信札》，香港佳士得[12]。
- 张大千《佳人番犬图》[5]。
- -张大千《凤箫图》[13]。
- 張大千《李德裕見客圖》，2015年北京保利1380萬元成交[14]。
- 张大千《蔬食图》，2011年美国佳士得173,052美元成交[15]。
- 清初黄鼎《山居图》，2014年美国佳士得137,274美元成交[16]。

## 相关人物
- 严仁美